# Ingfried Hoffmann
Ingfried Hoffman (Stettin, 30 januari 1935) is een Duitse jazzmuzikant (orgel, piano, trompet), componist en arrangeur.

## Carrière
Hoffmann studeerde piano in Berlijn en Düsseldorf. Vanaf 1963 werd hij vooral bekend door zijn medewerking in het kwartet van Klaus Doldinger. De eerste jazz-opnamen onder zijn naam ontstonden echter al in 1956 (Ingfrieds Boogie-Bumble Boogie) met hemzelf aan de piano, Attila Zoller (gitaar), Johnny Fischer (bas) en Rudi Sehring (drums), nadat hij reeds voorheen behoorde bij de dixieland-band The Feetwarmers.
Op de lp Ingfried Hoffmann's Hammond Tales (1963) speelde Hoffmann bijna uitsluitend hammondorgel. Met From twen with Love (1966) had Hoffmann een plaat uitgebracht, waarop hij uitsluitend orgel speelde. In 1966 werkt hij mee aan de opnamen van de filmmuziek voor de film Playgirl van Will Tremper. Onder leiding van Peter Thomas zijn op de op een Philips-lp uitgebrachte soundtrack ook Klaus Doldinger (saxofoon), Peter Trunk (bas) en Rafi Lüderitz (drums) te horen. In 1969 formeerde hij zijn eigen band Steel Organ, waarmee hij toerde door Europa, Zuid-Amerika en Noord-Afrika. Ook was hij betrokken bij platen van Lucky Thompson en Rolf Kühn.
Hoffmann trok zich in 1970 terug uit de jazz en was sindsdien bijna alleen nog werkzaam als componist en arrangeur, onder andere het album Marion Maerz singt Burt Bacharach – Seite eins. Tijdens de jaren 1970 was hij bovendien betrokken bij albums van André Heller, Herbert Grönemeyer, Manfred Krug en Michael Heltaus. Hij schreef muziek voor Das Phantom der Oper, voor Hallo Spencer en voor de tv-serie Robbi, Tobbi und das Fliewatüüt. Sinds 1972 verzorgde hij als muzikaal leider de Duitse versie van Sesamstraße. De uiterst populair geworden Duitse titelsong is van hem afkomstig. Ook was hij werkzaam voor Die Sendung mit der Maus en Käpt'n Blaubär. Verder schreef hij filmmuziek en suites voor symfonie-orkesten en jazzsolisten, als Wiener Impressionen en The Daily Blues.
Ter gelegenheid van Klaus Doldingers 70ste verjaardag in mei 2006 had hij in meerdere steden in Duitsland, samen met Doldinger, als pianist opgetreden.

## Discografie

### Jazz-opnamen onder eigen naam
- 1963: Ingfried Hoffmann's Hammond Tales, Philips (als CD 2009 heruitgebracht) (met Hoffmann, René Thomas, Helmut Kandlberger, Klaus Weiss) Philips
- 1963: Midnight Bossa Nova, op: Exotic Jazz, jazzclub/Verve 2006 (met Hoffmann, Helmut Kandlberger, Klaus Weiss), Philips
- 1966: From twen with Love, Philips (met Hoffmann, Volker Kriegel & Pierre Cavalli, Peter Trunk, Rafi Lüderitz), Philips
- 1969: Swinging Bach-Organ, Polydor
- 2007: Hammond Bond, herpublicatie van From twen with Love, jazzclub/Verve

### Andere opnamen onder eigen naam
- 1972: Robbi, Tobbi und das Fliewatüüt (soundtrack uit de gelijknamige tv-serie)
- 2006: Der kleine Wassermann von Otfried Preußler – hoorspelmuziek WDR – verschenen bij DAV
- 2007: Die kleine Hexe von Otfried Preußler – hoorspelmuziek WDR – verschenen bij DAV – Vierteljahrespreis der deutschen Schallplattenkritik

### Opnamen met Klaus Doldinger
- 1963: The Feetwarmers: When You're Smiling (single), Columbia
- 1962: Bossa Nova (EP), Philips
- 1963: Solar (EP), Philips
- 1963: Doldinger – Jazz Made in Germany, Philips
- 1963: Doldinger live at Blue Note Berlin, Philips
- 1965: Doldinger in Südamerika, Philips
- 1967: Doldinger Goes On, Philips
- 1968: Blues Happening, World Pacific Jazz
- 1969: Doldinger – The Ambassador, Liberty

De vier Philips-lp's zijn, samen met de muziek van de beide ep's en meerdere bonus-tracks, in juni 2006 in geremasterde vorm als 4-cd-box onder de naam Early Doldinger verschenen.

### Verdere opnamen
- 1962: Rolf Kühn feat. Klaus Doldinger: Midnight Session, Brunswick
- 1965: Paul Nero (= Klaus Doldinger): Paul Nero’s Blue Sounds, Philips
- 1966: Peter Thomas: Playgirl, Philips
- 1968: Paul Nero (= Klaus Doldinger): Nero’s Soul Party, Liberty
- 1969: Rolf Kühn: Rolf Kühn Sextet, Intercord, met Rolf Kühn (el cl), Ingfried Hoffmann (org), Volker Kriegel (gt), Hans Rettenbacher (b), Stu Martin (dr),
- 1983: Ludwig Hirsch: Bis zum Himmel hoch, Polydor
- 1956: Bumble Boogie (Hummelflug) op: Jazz in Deutschland Vol. 4 (III,3,2)
- 1963: When you're smiling [met: The Feetwarmers]. op: Doldinger Jubilee Atlantic/WEA 1973 ATL 3-60073
- 1963: Love For sale (origineel: Philips 840 437). op: V.A.: Organized! jazzclub. Verve (2007) 06024 9835531
- 1964: The Night Time [met: The Blue Sounds & Davy Jones] op: deutscher Philips 345619 / Doldinger Jubilee Atlantic/WEA 1973 ATL 3-60073
- 1964: Nut Shaker [met: The Blue Sounds Inc.] op: Doldinger Jubilee Atlantic/WEA 1973 ATL 3-60073
- 1964: Waltz of the Jive Cats NDR-Jazz-Workshop. op: Doldinger Jubilee Atlantic/WEA 1973 ATL 3-60073
- 1965: Subo [met Klaus Doldinger Quartet & Attila Zoller] op: Doldinger Jubilee Atlantic/WEA 1973 ATL 3-60073
- 1965: Comin' Home Baby [met: Paul Nero’s Blue Sound] op: Doldinger Jubilee Atlantic/WEA 1973 ATL 3-60073
- 1966: Quartenwalzer NDR Workshop. op: Doldinger Jubilee Atlantic/WEA 1973 ATL 3-60073
- 1968: Knock on wood/ I was made to love you/ what is soul [met: Paul Nero Sounds] op: Doldinger Jubilee Atlantic/WEA 1973 ATL 3-60073
- 1968: Respect/ You keep me hanging on/ Keep looking (met Paul Nero Sounds) op: Doldinger Jubilee Atlantic/WEA 1973 ATL 3-60073
- 1969: Raga up and down [met Klaus Doldinger Quartet] op: Doldinger Jubilee Atlantic/WEA 1973 ATL 3-60073
- 1969: Jesu, Joy of Man's Desiring op: hifi-stereo Golden Sounds of Classics. aflevering 2. Polydor STEREO 2371 285
- 1969: Toccata und Fuga op: hifi-stereo Golden Sounds of Classics. aflevering 2. Polydor STEREO 2371 285
- 1969: Italian Concerto No.1. op: Swinging classics. jazzclub.verwe. 2006
- 1969: That's Me Boy. op: The In-Kraut Vol. 3 (Marina 72)(2008)
- 1969: Stroke It. op: The Greatest Organ Players. Liberty 83 309/310 (1969)
- 1969: Stroke It. op: The In-Kraut Vol. 3 (Marina 72)(2008)

### Opnamen onder pseudoniem
- 1969: Memphis Black: Soul Club, Sunset (als CD: 2005, sonorama)
- 1969: Memphis Black: Soul Cowboy, United Artists

- Bibliothèque nationale de France: cb16967177b (data)
- Gemeinsame Normdatei: 134408535
- International Standard Name Identifier: 0000 0000 5545 7121
- Library of Congress Control Number: no2007008339
- MusicBrainz: 3b45bdea-fd97-4310-a2c1-789ab9ecf910
- Virtual International Authority File: 4699606
- WorldCat: E39PBJjt87m7x9PCWhbKdWF3Qq